# Novohrîhorivka, Iuriivka
Novohrîhorivka (în ucraineană Новогригорівка) este un sat în așezarea urbană Iuriivka din raionul Iuriivka, regiunea Dnipropetrovsk, Ucraina.

## Demografie
Componența lingvistică a localității Novohrîhorivka
     Ucraineană (88,89%)
     Rusă (10,06%)
     Alte limbi (0,75%)
Conform recensământului din 2001, majoritatea populației localității Novohrîhorivka era vorbitoare de ucraineană (88,89%), existând în minoritate și vorbitori de rusă (10,06%).